# Jezioro Głębokie (gmina Mikołajki)
Jezioro Głębokie – jezioro w woj. warmińsko-mazurskim, w pow. mrągowskim, w gminie Mikołajki, w pobliżu miejscowości Zełwągi, leżące na terenie Pojezierza Mrągowskiego. Na zachodzie połączone z jeziorem Inulec, na północy, poprzez ciek z jeziorem Zewłążek, a na południu z jeziorem Płocicznym.
Powierzchnia zwierciadła wody według różnych źródeł wynosi od 45,0 ha do 47,3 ha.
Zwierciadło wody położone jest na wysokości 122,8 m n.p.m. lub 122,4 m n.p.m. Średnia głębokość jeziora wynosi 11,8 m, natomiast głębokość maksymalna 34,3 m.
Ryby występujące w jeziorze: sielawa, węgorz, okoń, płoć, szczupak, sieja.